# Chráněné studijní plochy
Chráněné studijní plochy bylo označení jednoho z druhů maloplošných chráněných území v Československu v letech 1956 až 1992. Pojem je nově nahrazen označením Přechodně chráněné území.

## Historie
V letech 1955 – 1956 byly v Československu vydány zákony o státní ochraně přírody. Pro české země to byl zákon č.40/1956 Sb., pro Slovensko obdobný č.1/1955 Sb. Oba tyto, téměř stejné zákony, určily nové názvy a pojetí chráněných území v Československu. Vznikly tak tyto kategorie:
- Národní parky (NP)
- Chráněné krajinné oblasti (CHKO)
- Státní přírodní rezervace (SPR)
- Chráněná naleziště (CHN)
- Chráněné parky a zahrady (CHPZ)
- Chráněné studijní plochy (CHSP)
- Chráněný přírodní výtvor (CHPV)
- Chráněná přírodní památka (CHPP)

V nově přijatém zákonu v roce 1992 (zákon ČNR 114/1992 Sb.)  kategorie chráněných studijních ploch již definována není, nově se používá pojem Přechodně chráněné území.

## Chráněné studijní plochy
V této kategorii byla území s dočasnou ochranou. Vyhlašovány byly na speciální výzkumné úkoly a často jen na určitou dobu. Např. u hnízdiště netopýrů či na úpravě velkých pískoven. Status CHSP získaly i lokality rezervací, např. Swamp u Máchova jezera se stal roku 1972 jak rezervací, tak studijní plochou.
CHSP patřila mezi chráněná maloplošná území. Vyhlašování těchto typů území bylo později v kompetenci ministerstva životního prostředí České republiky.